# Европейский маршрут E18

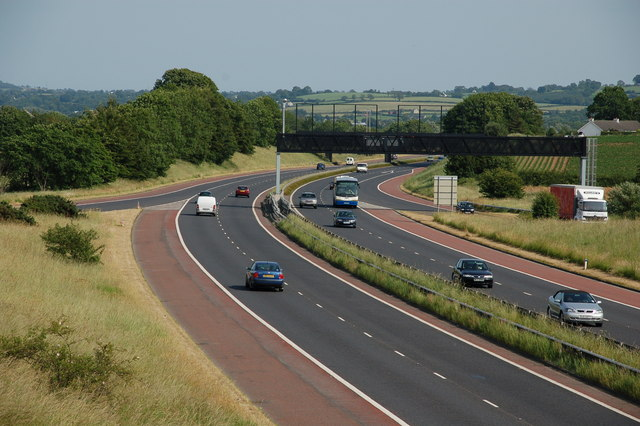
Е18 между Лисберном и Крейгавоном, Северная Ирландия

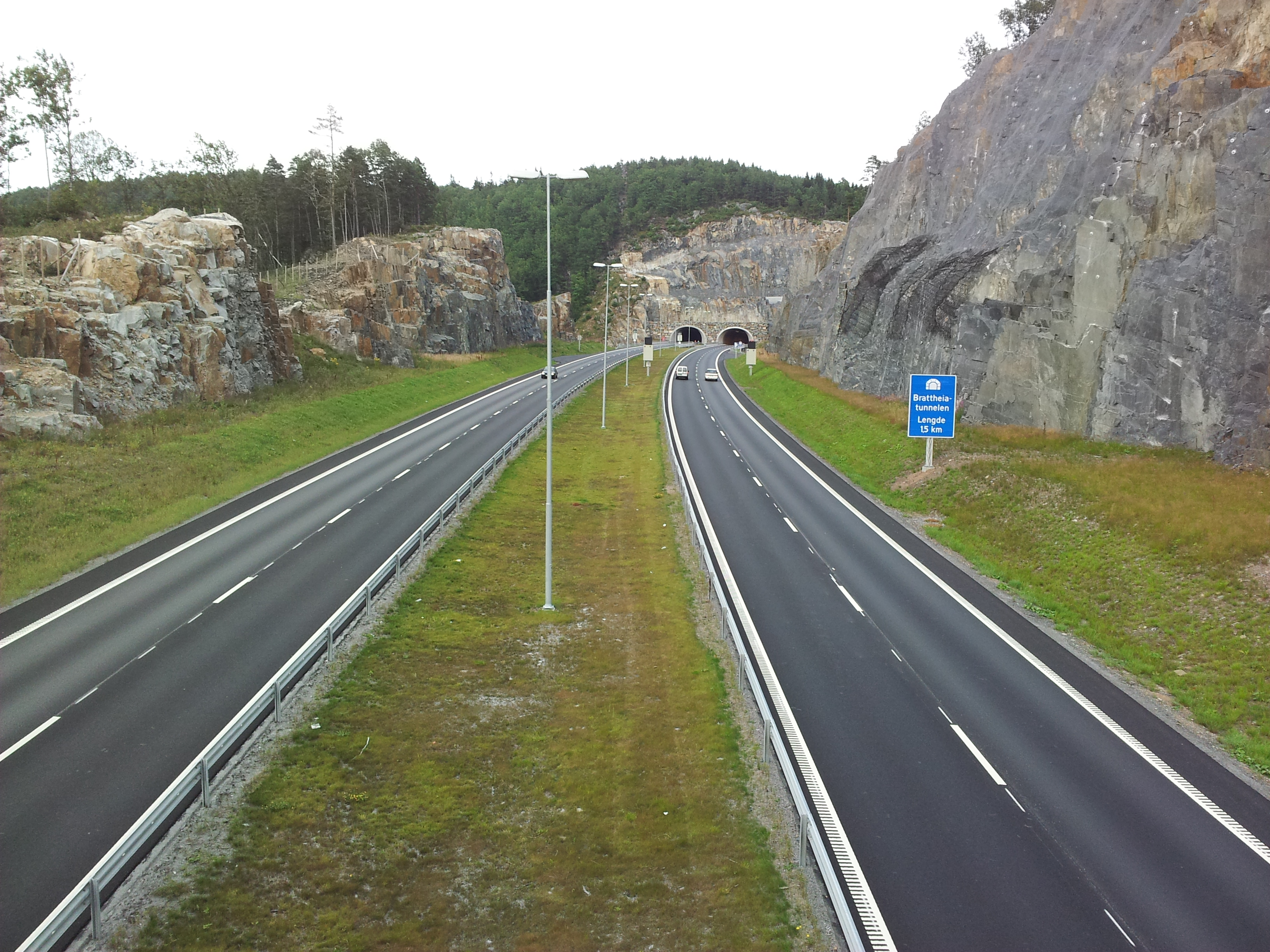
Е18 перед туннелем «Браттхейя», под Лиллесанном, губерния Эуст-Агдер, Норвегия

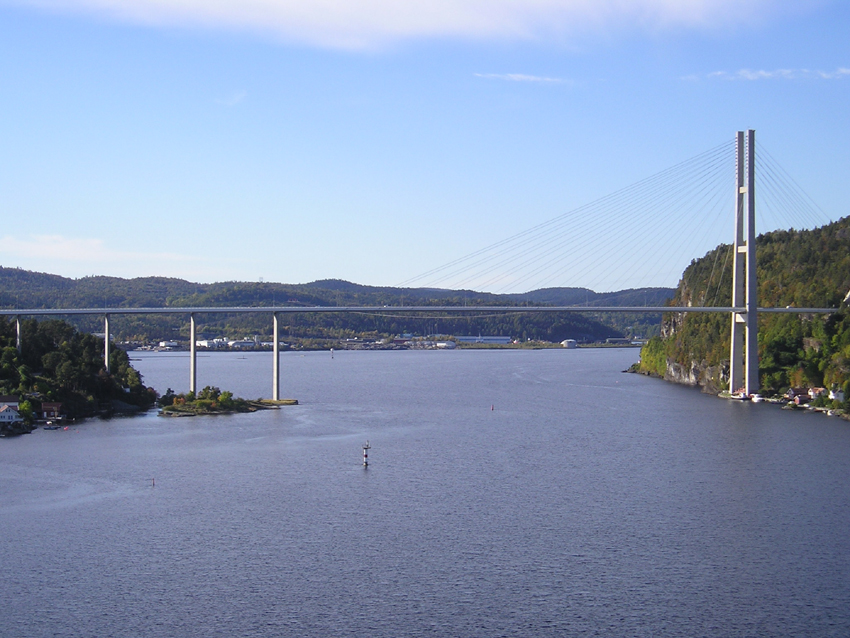
Гренландский мост на норвежском участке Е18 под Порсгрунном, губерния Телемарк

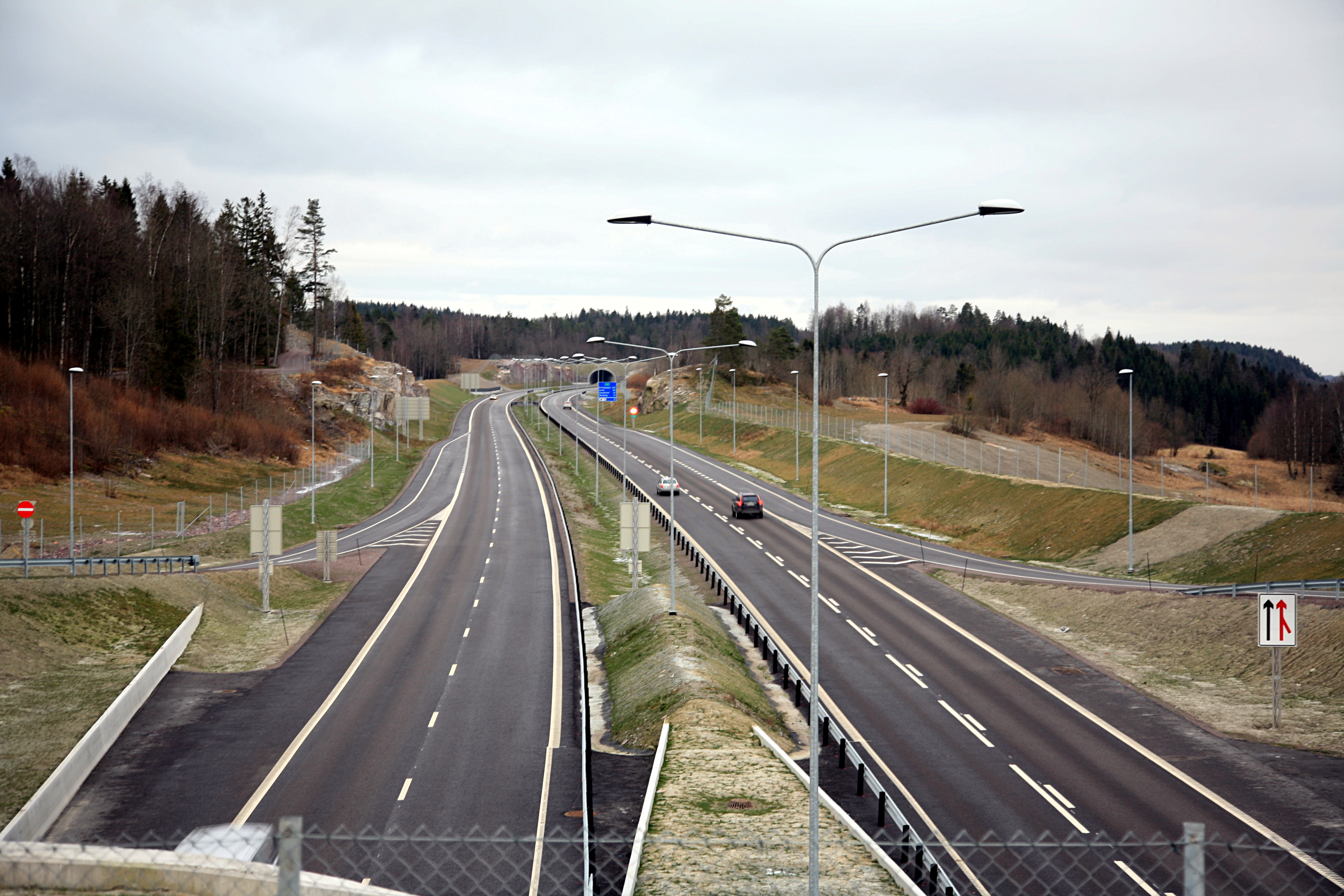
E18 в губернии Вестфолл, Норвегия

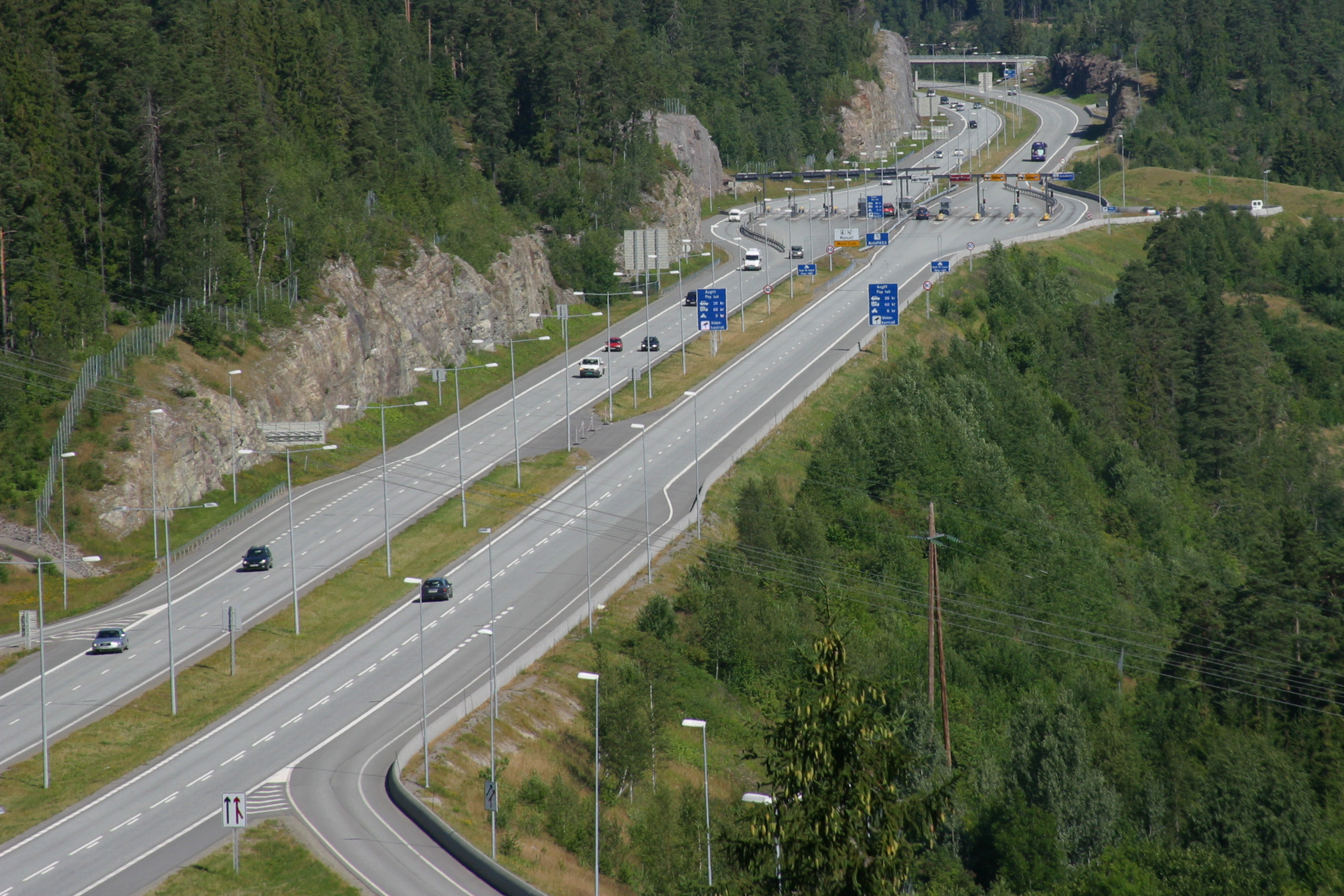
Пункт оплаты дорожных сборов на Е18 в Вестфолл, Норвегия

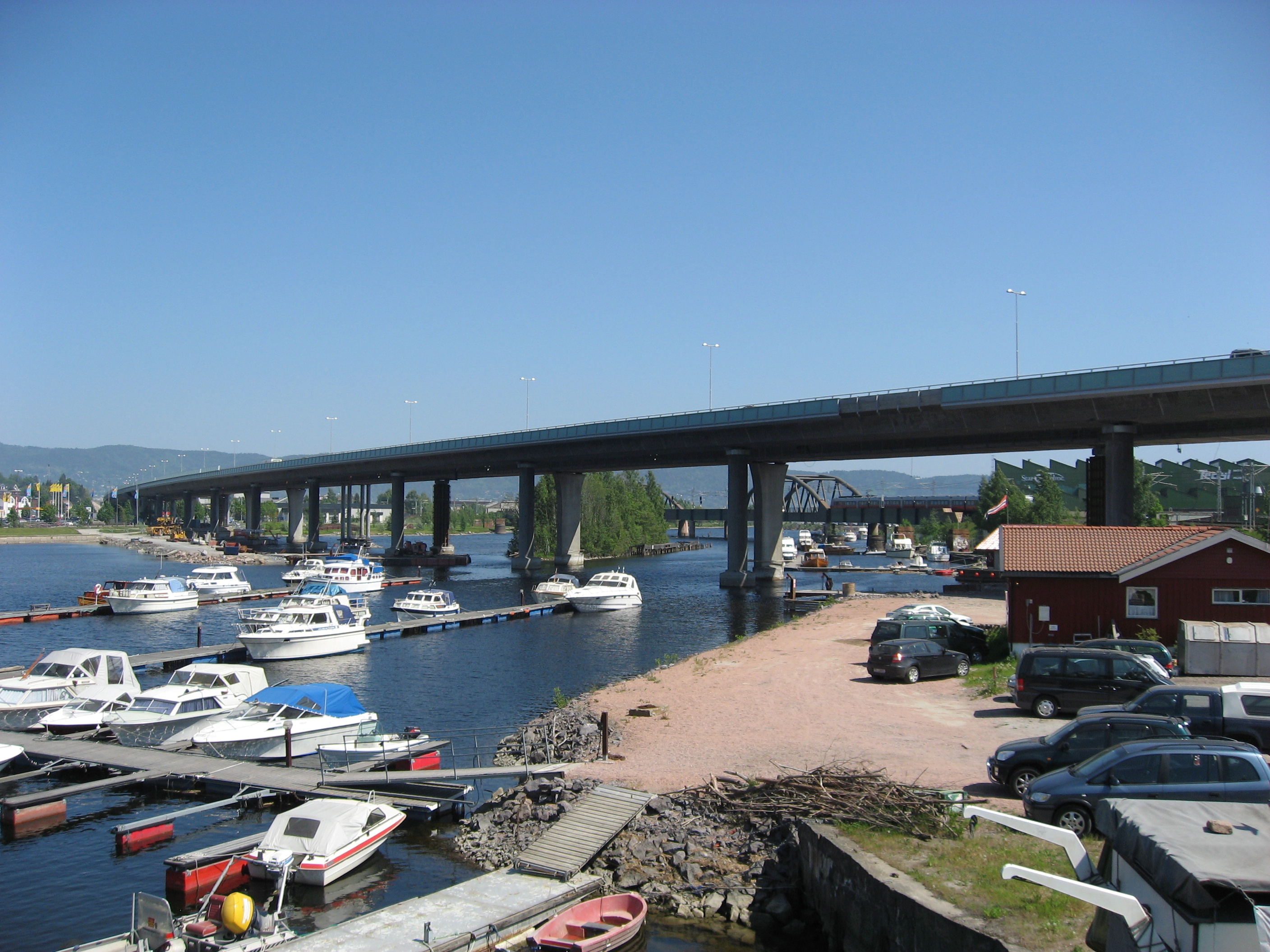
Е18 в Драммене: Драмменский мост

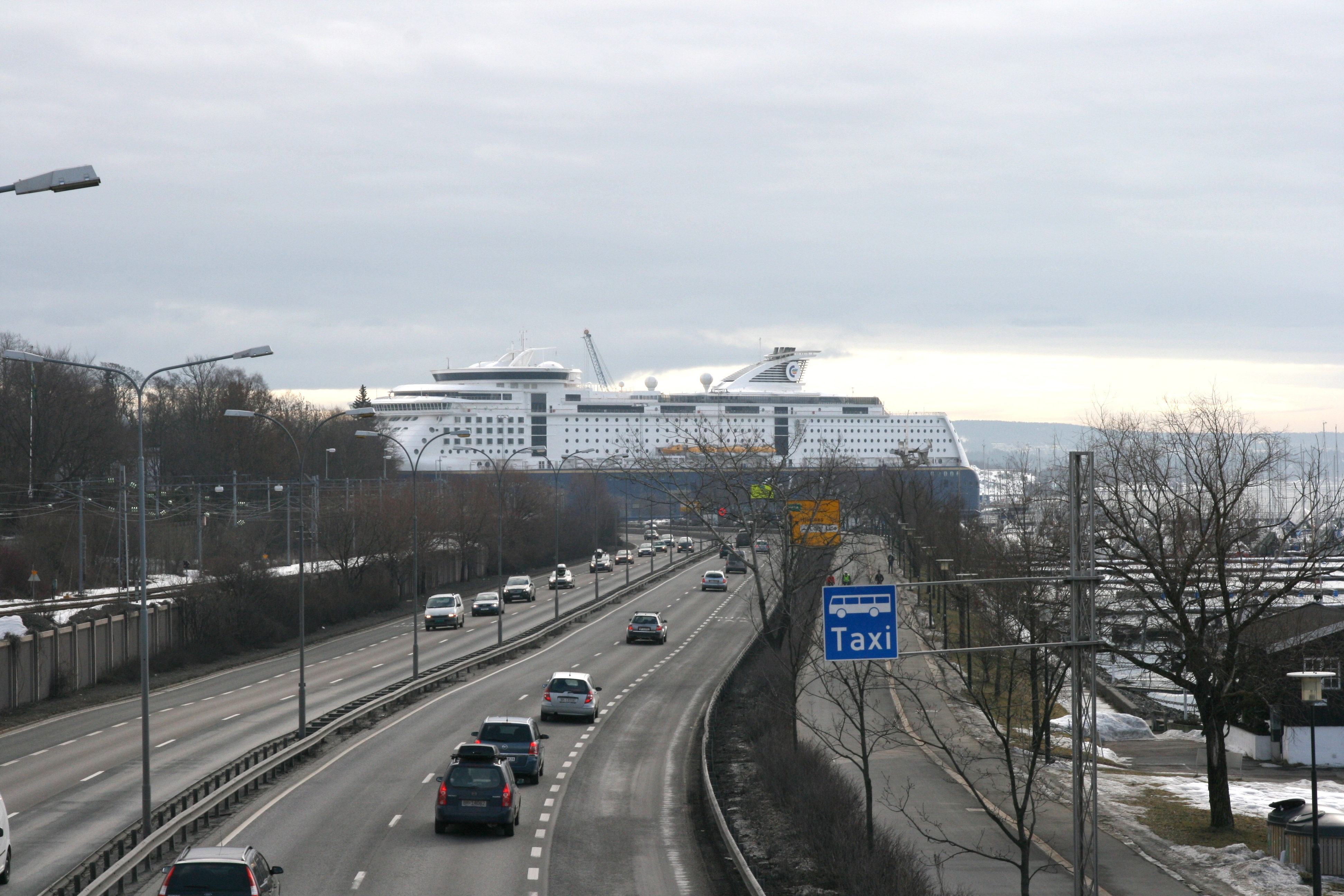
Е18 в Осло недалеко от терминала Color Line

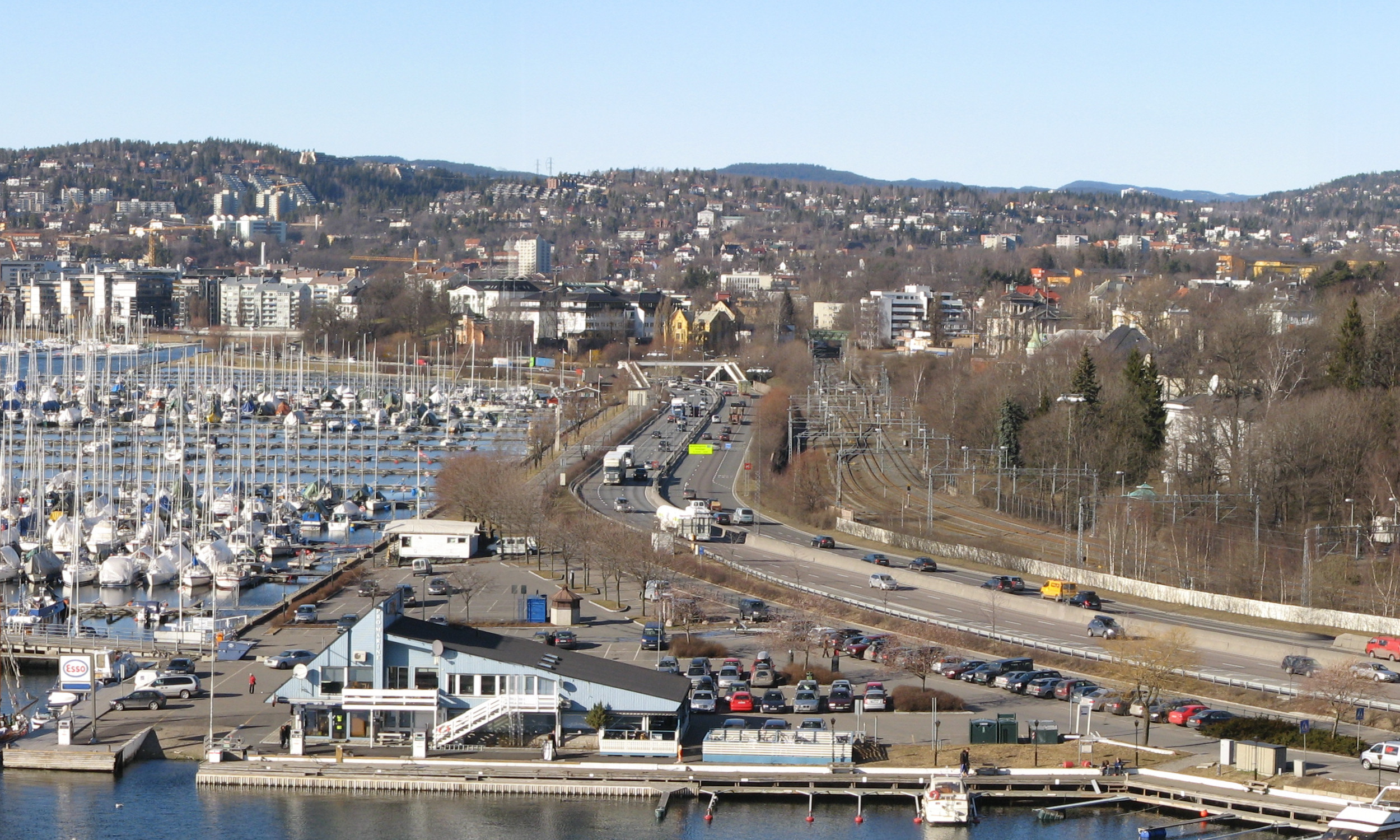
Е18 в Осло

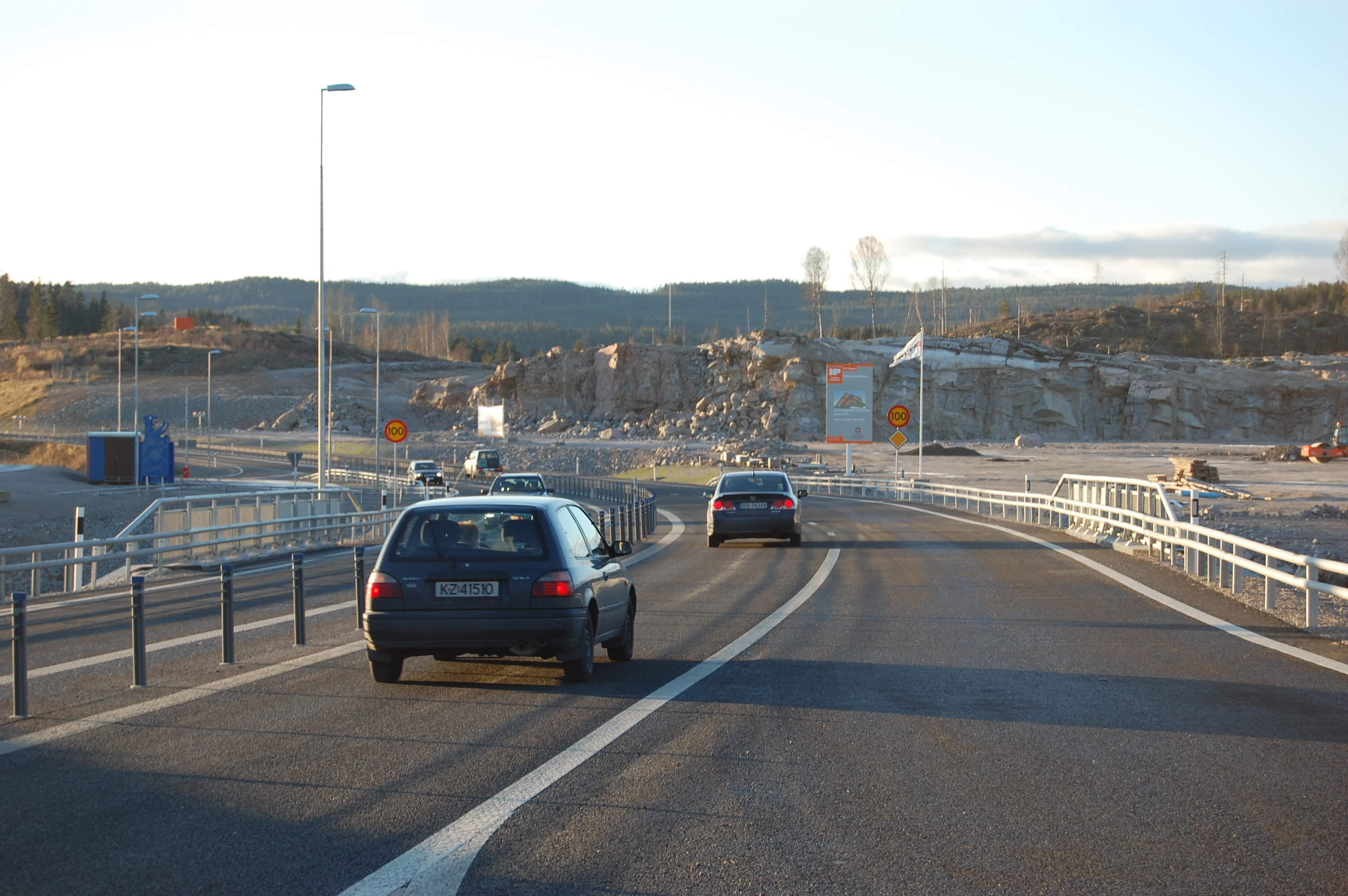
Е18 в местечке Töcksfors у шведско-норвежской границы, западная Швеция

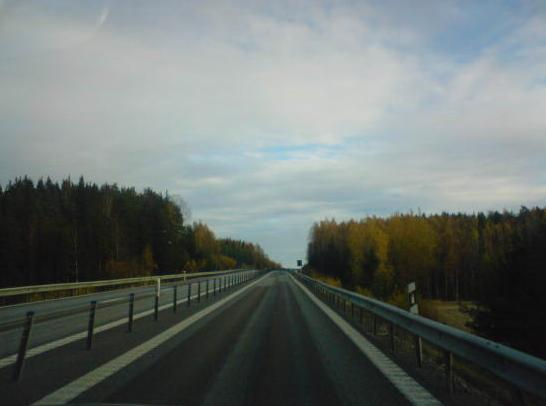
Е18 на шведском участке: Карлскуга—Кристинехамн

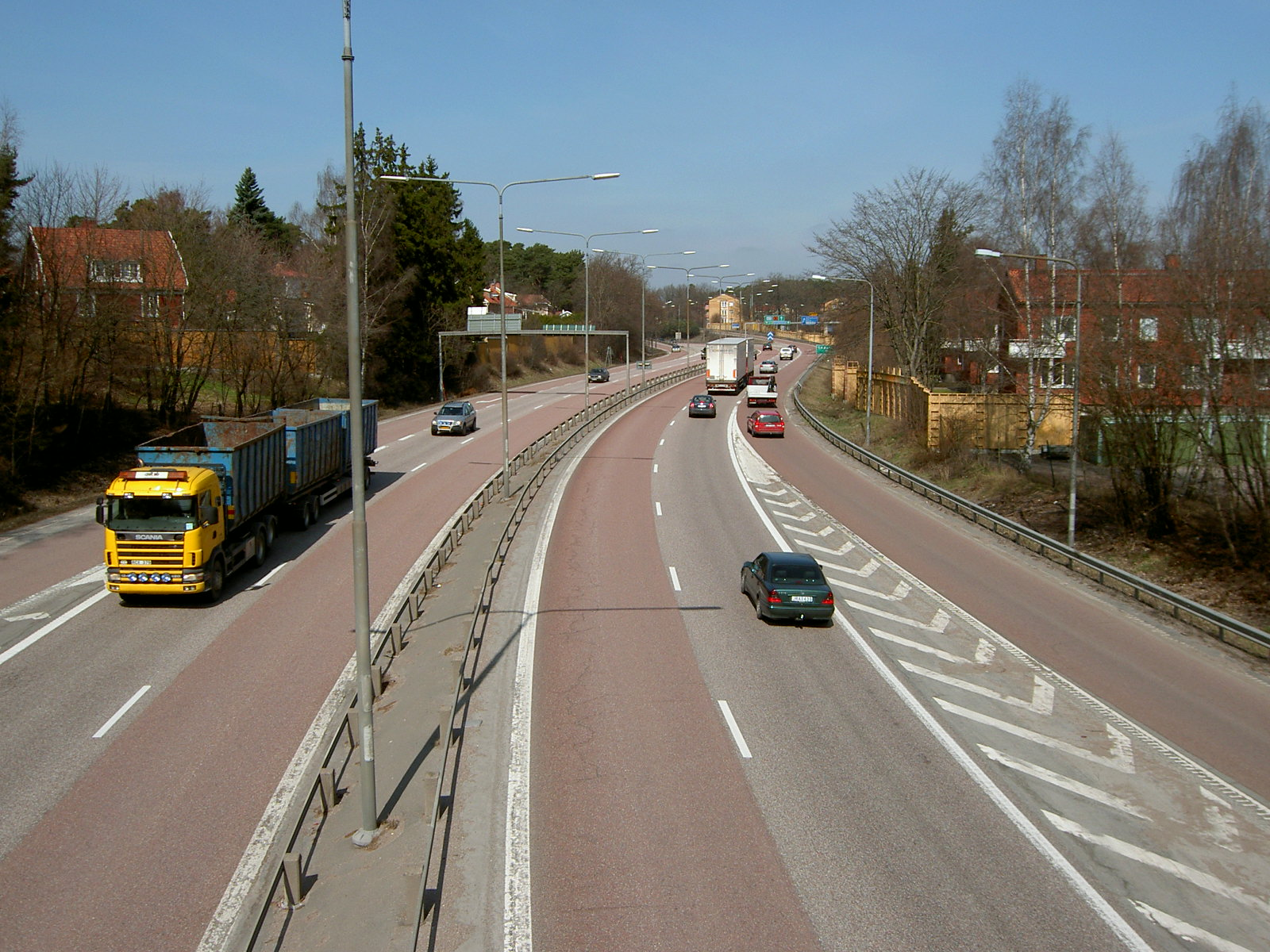
Е18 на шведском участке, в городе Вестерос

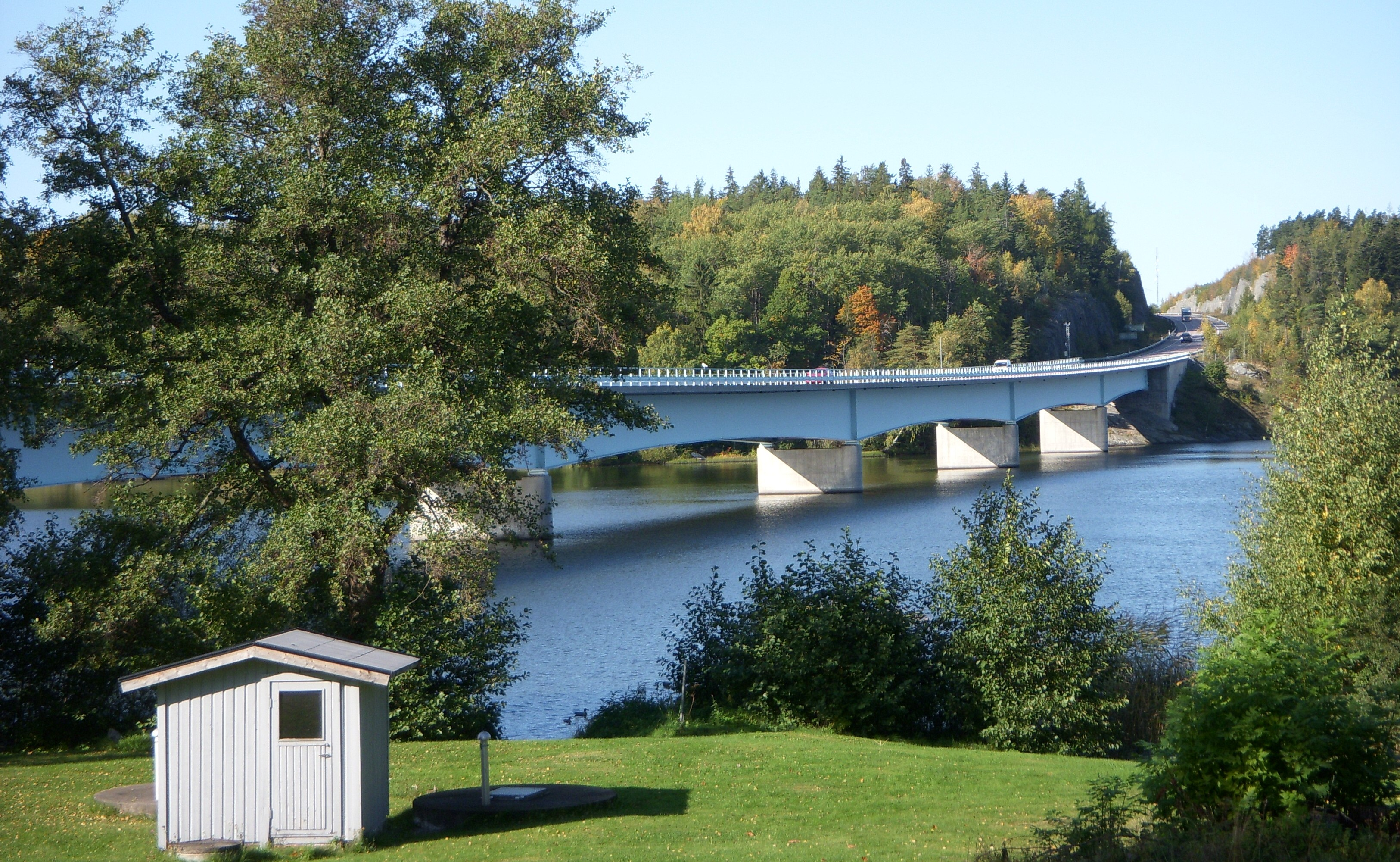
Эколсуннский мост через Меларен под Стокгольмом

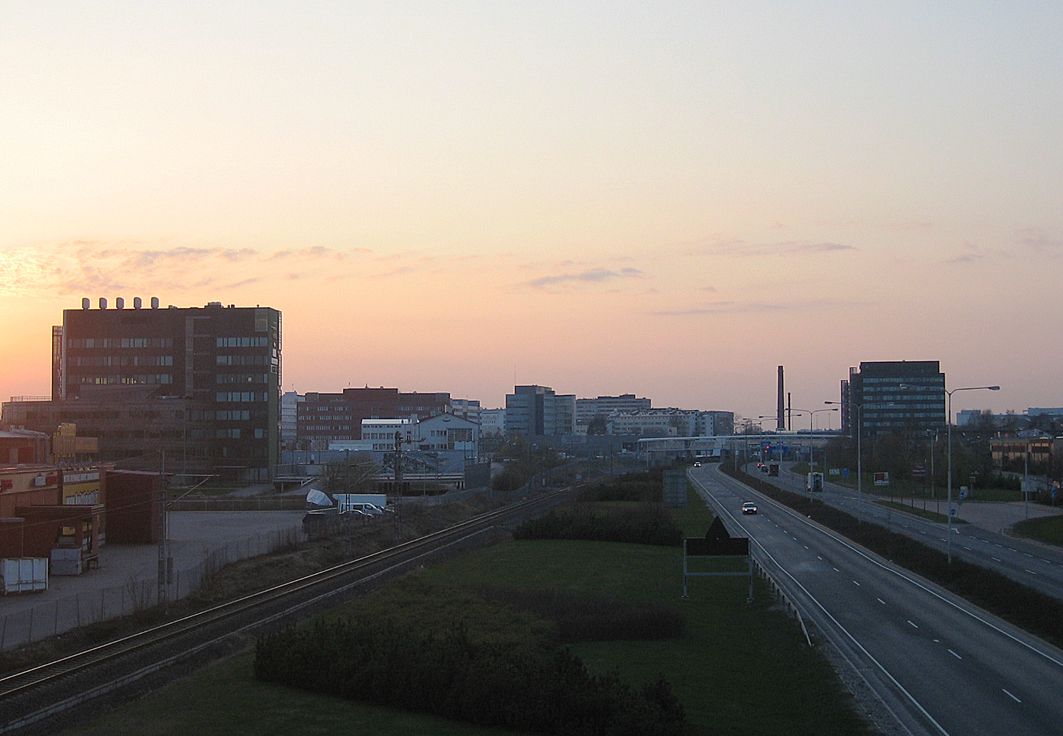
Е18 в бизнес-районе Турку — Купитаа, Финляндия

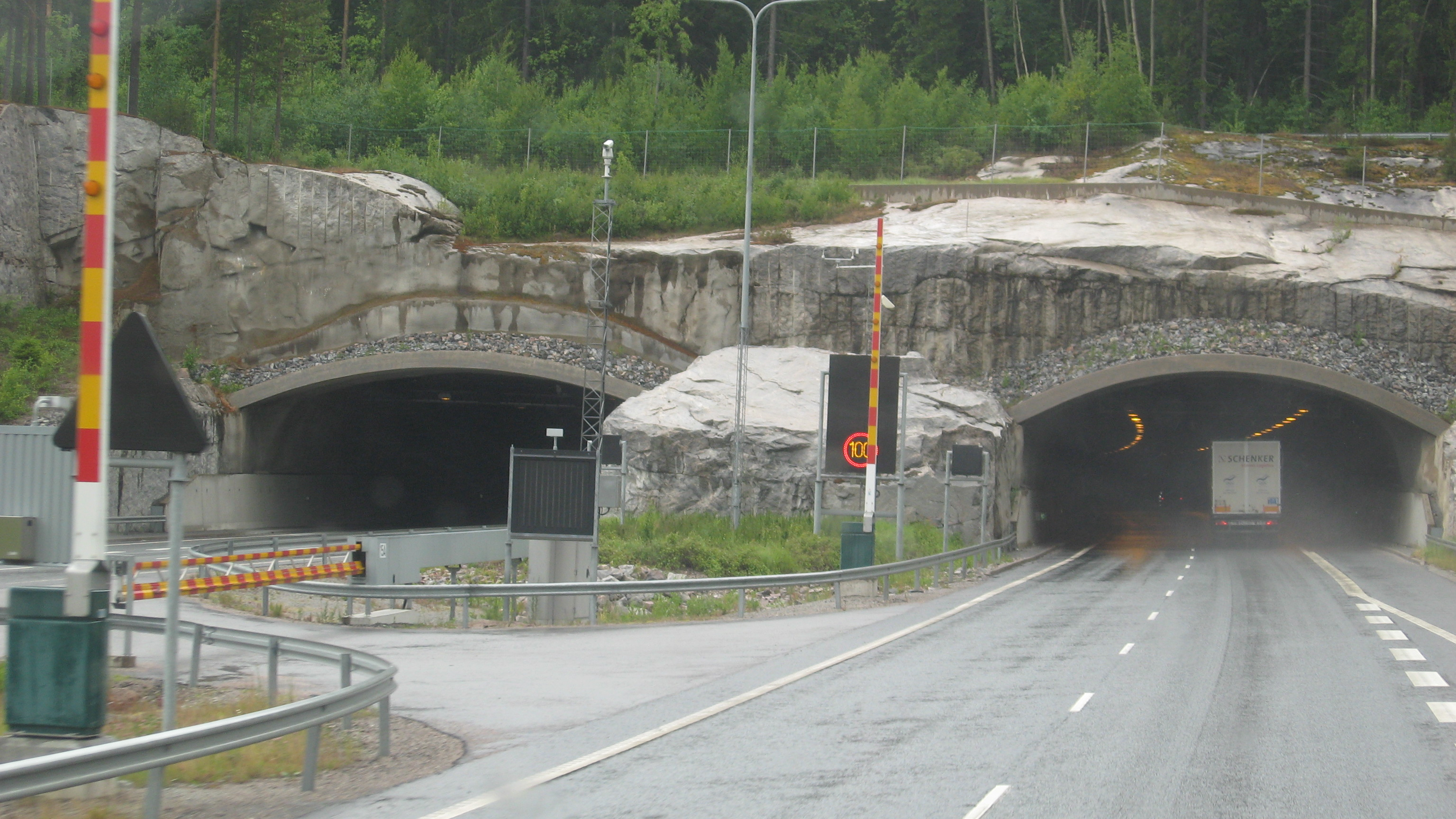
Туннель на участке Е18 под городом Сало, западная Финляндия

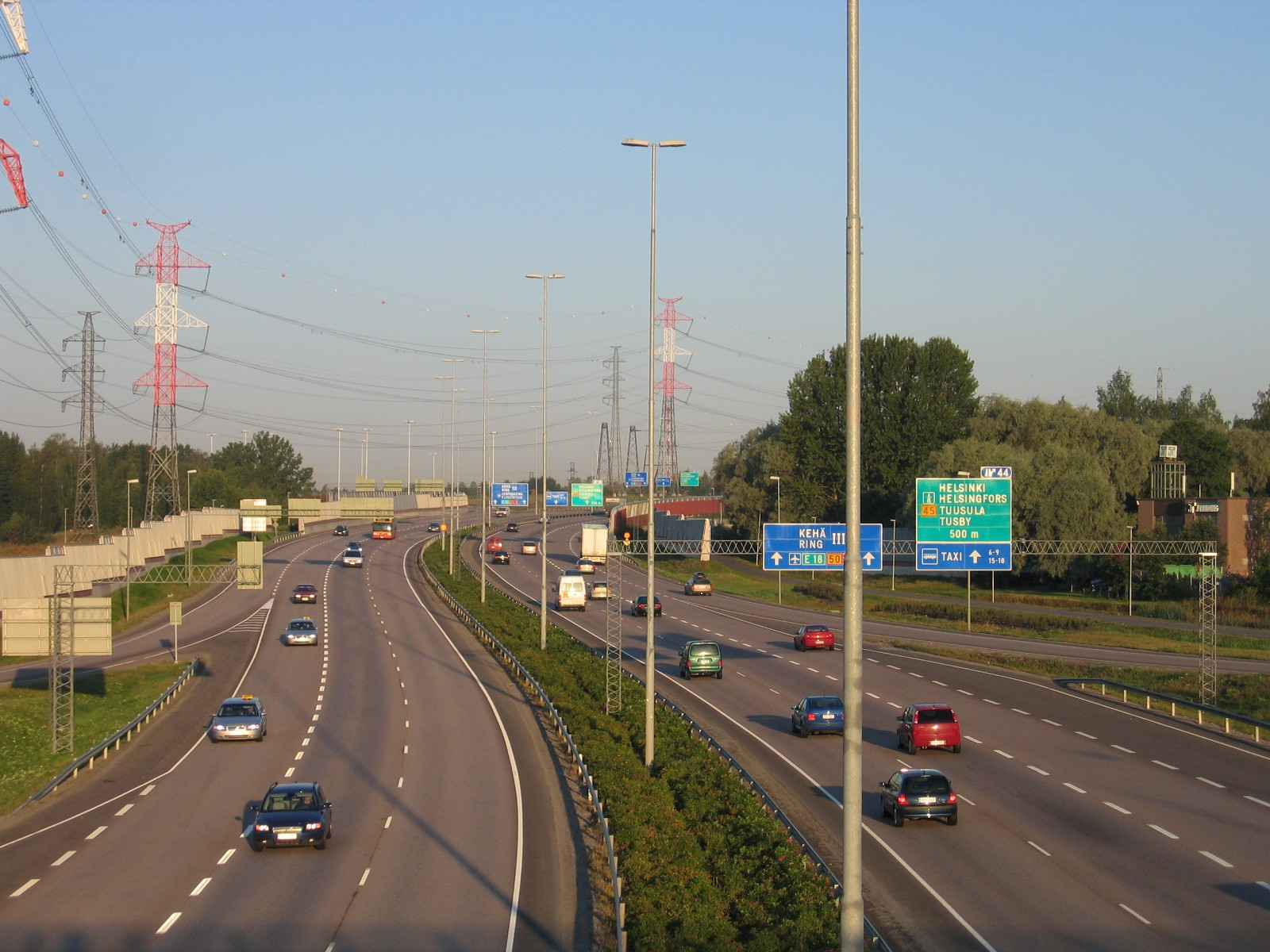
Участок Е18 на «Хельсинкском кольце» Kehä III в Вантаа, Финляндия

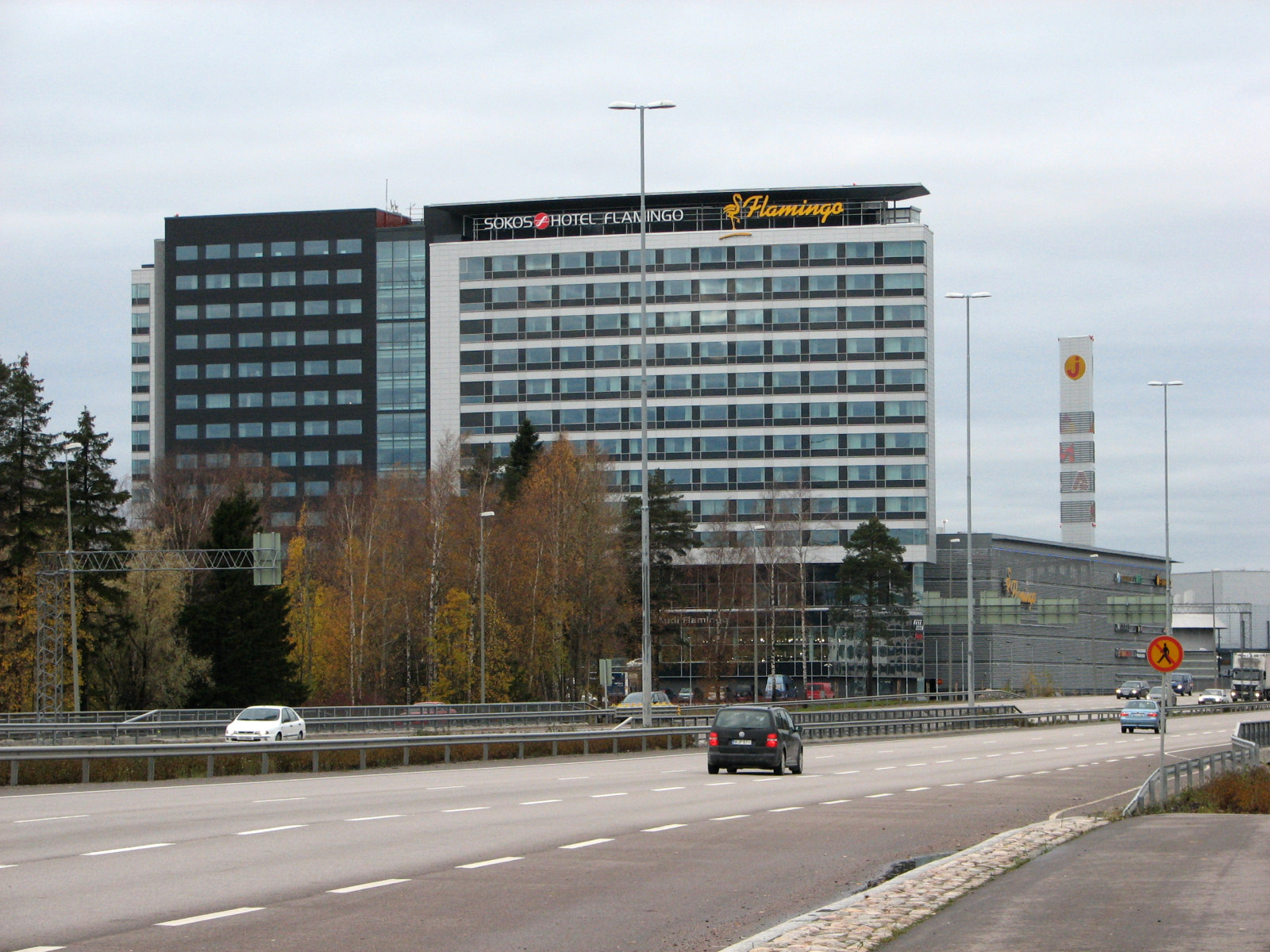
Е18 на Kehä III у развлекательного центра «Фламинго» в Вантаа, Финляндия

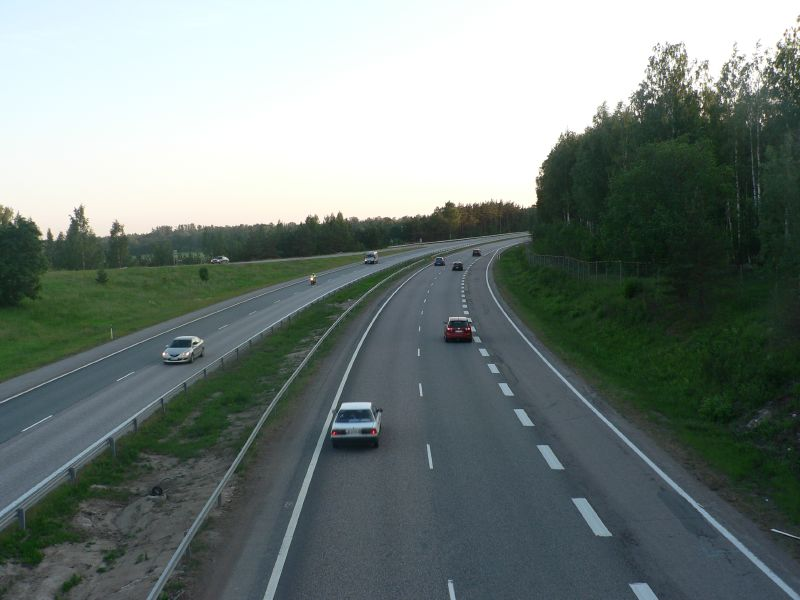
Е18 в 5 км к востоку от Kehä III, между Хельсинки и Порвоо, Финляндия

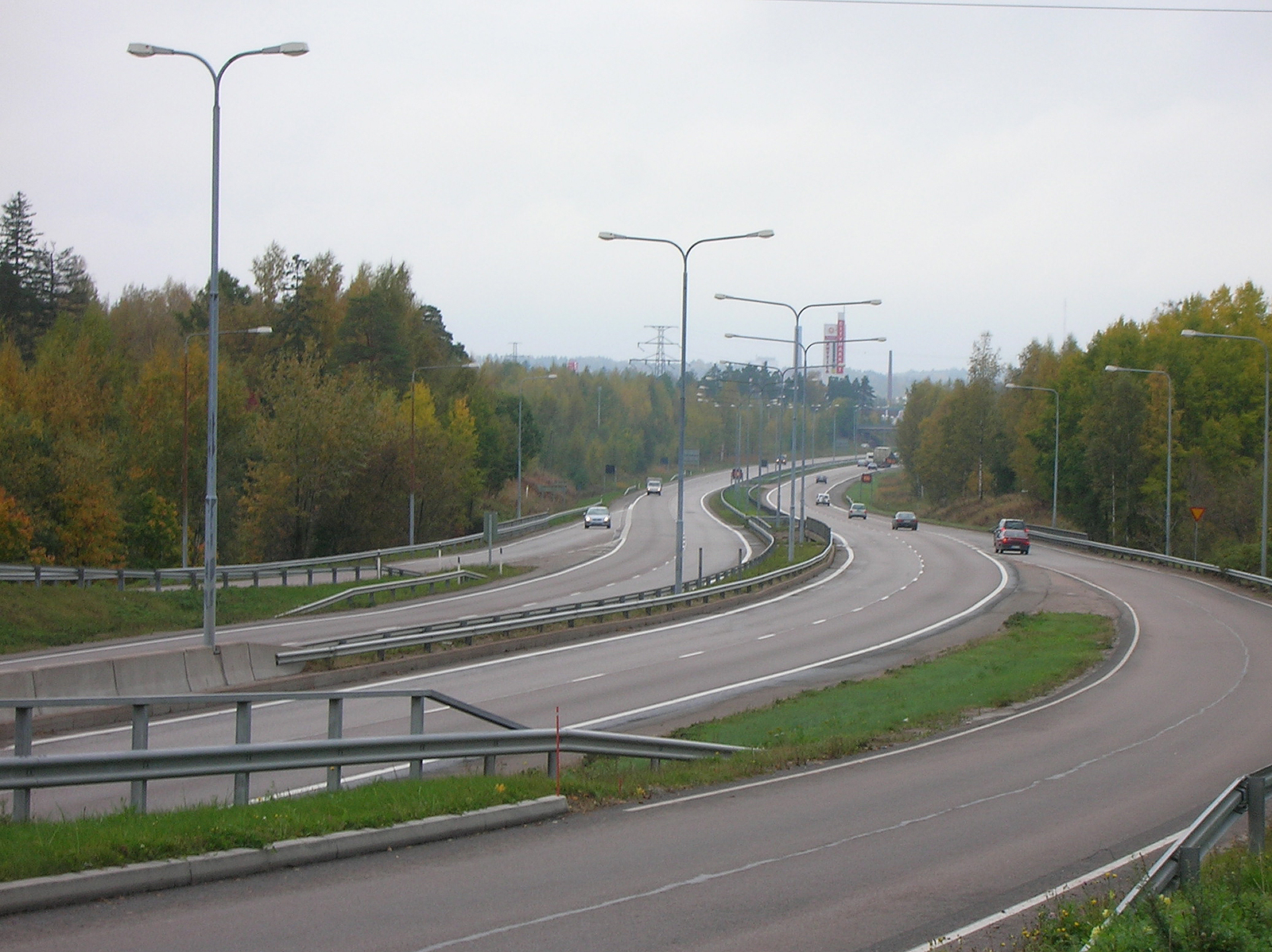
Е18 под городом Котка, Финляндия

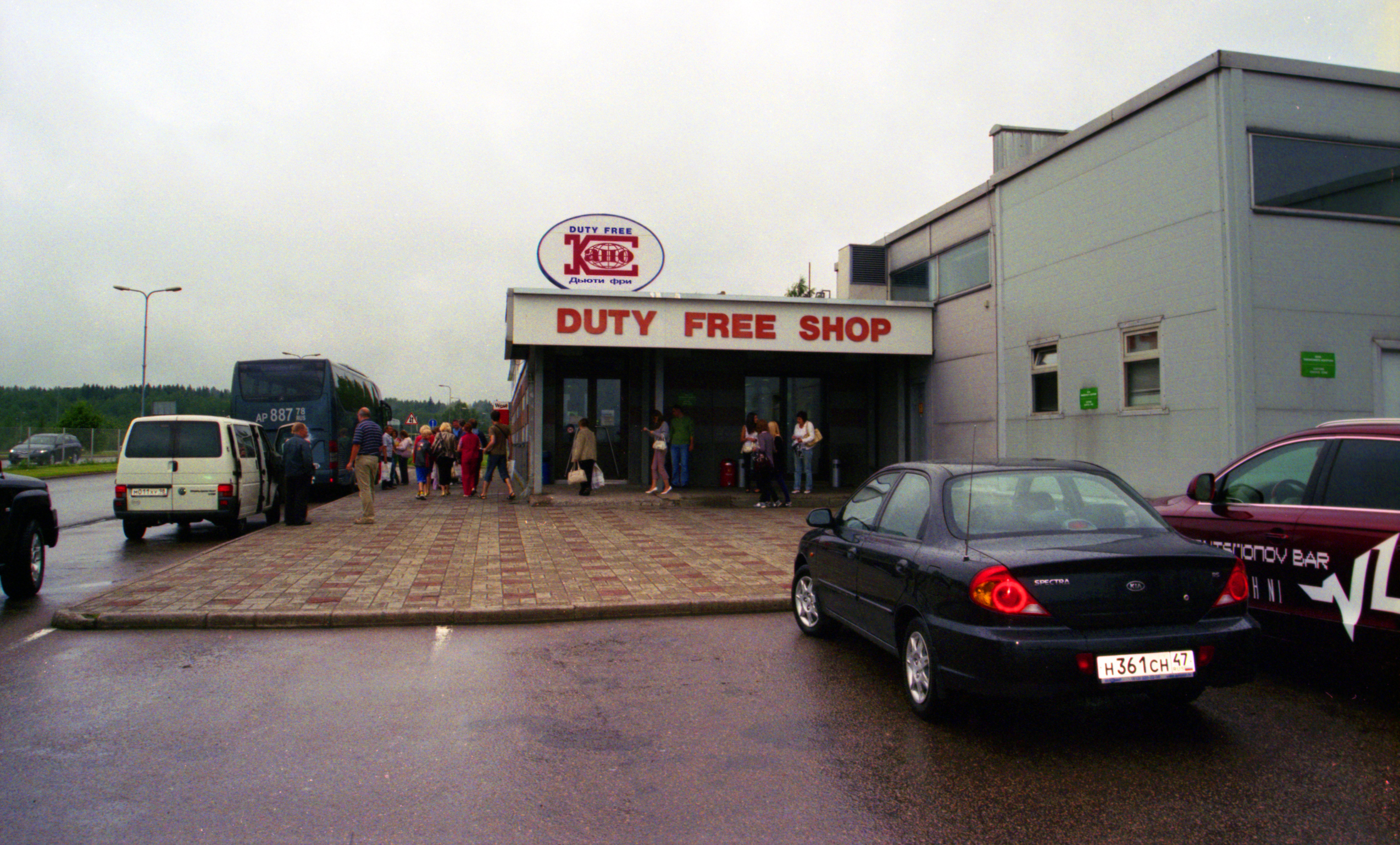
Е18 у магазина Duty Free, перед русско-финской границей, Россия

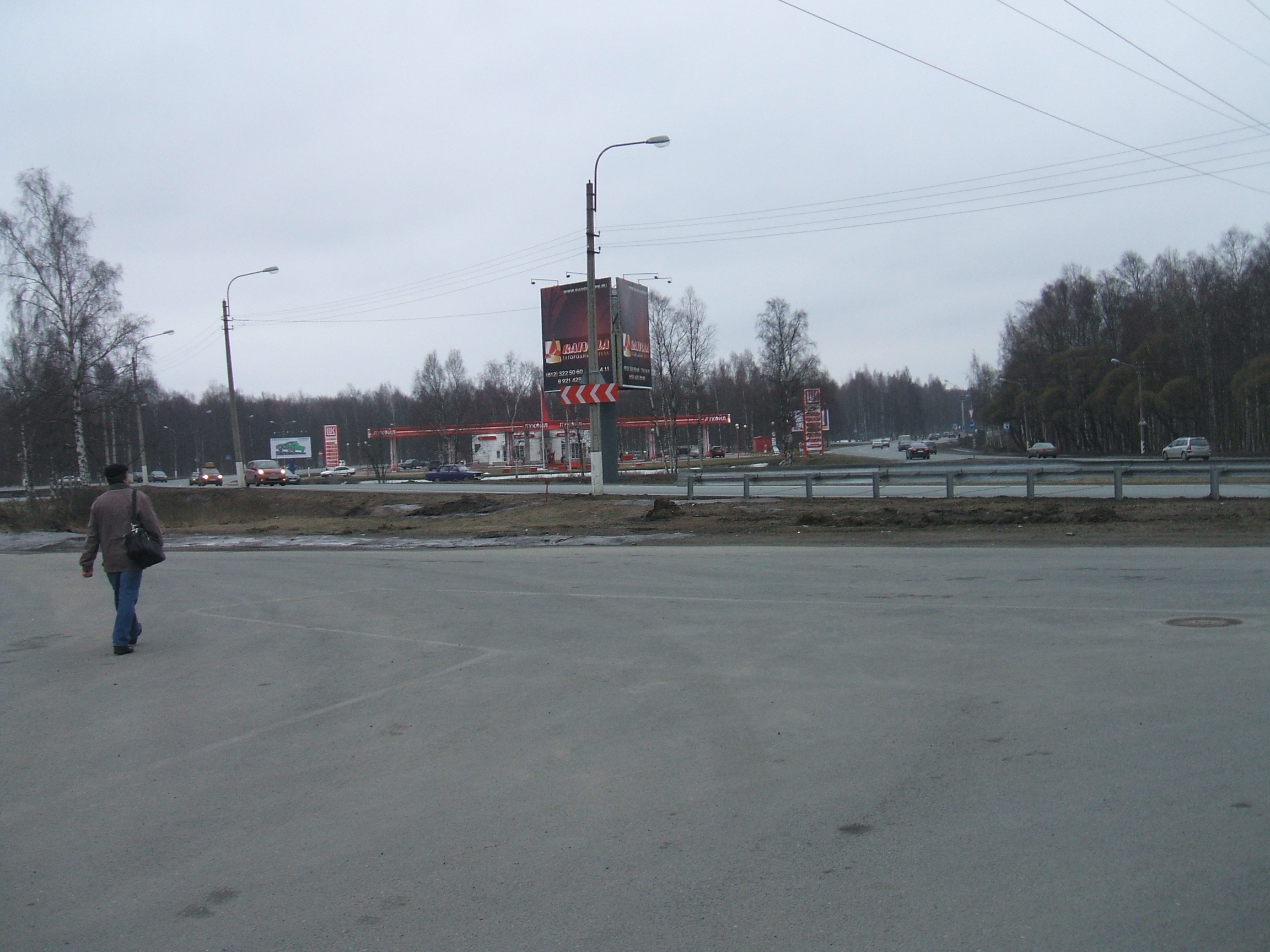
Е18 в районе Белоострова, развилка с Зеленогорским шоссе

E18 — европейский маршрут, проходящий от Крейгавона Северной Ирландии через Великобританию, Норвегию, Швецию и Финляндию до России. Длина маршрута составляет примерно 1890 км (1174 мили).
В 2013 году Европейским союзом принят проект финансирования коммерческой и предпринимательской деятельности вдоль трассы.

## Нюансы и оговорки
- Хотя Правительство Великобритании участвует во всех действиях связанных с европейскими маршрутами[2], на дорожных знаках и информационных щитах в Великобритании они не обозначены.
- Ранее маршрут можно было преодолеть от его начала в Северной Ирландии до конца в Санкт-Петербурге без использования альтернативных путей. Однако в октябре 2006 г. судоходный оператор DFDS закрыла несколько своих паромных линий и в частности маршрут Ньюкасл—Кристиансанн[3] (В 2008 г., из-за экономической несостоятельности, была закрыта линия и в Берген)[4]. Таким образом морское сообщение между Англией и Норвегией полностью прекращено.

## Маршрут

### Соединённое Королевство Великобритании и Северной Ирландии

#### Северная Ирландия
- M12 Крейгавон
- M1 Крейгавон-Карн
- Турмойра  A76 на Лурган
- A3
- A1
- Лисберн  A49
- Белфаст
  - Дунмюрри  A1
  - Бэллидаунфайн  A55
  -  A12 Белфаст-ЗАПАД  Бродвей
  -  A6
  -  M2 Белфаст-ЦЕНТР  M3 на  «Белфаст-Сити им. Джорджа Беста»
  - Белфаст-СЕВЕР  A2
  - Гленгормли  M5
- A8 Ньютаунэбби
- A57
- Бэллинюр
- A36
- Ларн→ P&O Ferries

#### Шотландия
- A75 Странрар→ от/до Белфаста Stena Line (как альтернатива)
- Кастл Кеннеди
- Аэродром «Кастл Кеннеди»
- Данрэгит
- Мост через Уотер оф Люс (≈73 м.)
- A747
- Мост через Тарф Уотер (≈30 м.)
- Мост через Бладнох (≈50 м.)
- Ньютон Стюарт  A714
- Мост через Кри (≈70 м.)
- A712
- Мост через Уотер оф Флит (≈80 м.)
- A755
- Твинхолм
- A762
- Мост через Ди (≈100 м.)
- Касл Дуглас  A713
- Мост через Эрр
- Крокетфорд  A712
- Дамфрис  A76
  -  Мост через Нит (≈90 м.)
  -  A701
- A701
  -  Мост через Аннан (≈85 м.)
- Аннан
- M6E 05Гретна-Грин  E 05А74(M) на Глазго

#### Англия
- Карлайл  A7
  -  Мост через Иден (≈100 м.)
  -  A69 Карлайл-ВОСТОК
- Уорик-он-Эден
- Мост через Иден (≈110 м.)
- Уорик Бридж
- Брамптон
- Холтвисл
- Мост через Саут-Тайн (≈88 м.)
- Хейдон-Бридж
  -  Мост через Саут-Тайн (≈130 м.)
- (1,5 км.) Хексэм
- Мост через Тайн (≈160 м.)
- (560 м.) Хексэм
- Корбридж  A68-СЕВЕР на Эдинбург
- A68-ЮГ на Дарлингтон
- Лемингтон / Уэст Дентон  E 15A1 на СЕВЕР: Эдинбург; на ЮГ: Лондон, Дувр  Кале (Фр.), Париж (Фр.), Лион (Фр.), Барселона (Исп.), Валенсия (Исп.), Аликанте (Исп.), Малага (Исп.)
- Ньюкасл-апон-Тайн (паромная линия Ньюкасл—Кристиансанн больше не функционирует)[источник не указан 95 дней]

### Королевство Норвегия

#### Вест-Агдер
- Кристиансанн→ Color Line, Fjord Line от/до Хиртсхальса (Дан.)
  -   E 39 на Ставангер, Берген, Тронхейм
  -  «Банехейтуннель» (785 м.)
  -  Мост Вестербруа через Отру (679 м.)
  -  «Оддерстуннель» (1049 м.)
  -  Варудд-мосты (618 м.)
  -  Туннель под районом Сём (≈370 м.)
- Мост Ноттанген (≈230 м.)
- Хонес   Хьёвик
- Зоопарк и парк развлечений

#### Эуст-Агдер
- Туннель «Стюдехей» (300 м.)
- Мост через оз. Студеваннт (≈115 м.)
- Туннель «Лёэхей» (330 м.)
- Туннель «Стайнсос» (≈2,2 км.)
- Туннель «Браттхейя» (≈1,5 км.)
- Туннель «Сонгефьел» (340 м.)
- Туннель «Шифъель» (≈1 км.)
- 402 на (2 км.) Лиллесанн
- Туннель «Энгельсхей» (250 м.)
- Мост через оз. Килен (≈150 м.)
- Мост через протоку между оз. Ланвикваннт и Страндфьордом (≈130 м.)
- Гримстад  404
- Вик  407 (альтернативный маршрут до Арендала)
- «Гримстадтуннель» (≈545 м.)
- Февик
- Неденс
- Мост через Нидэльву (≈200 м.)
- Асдал  407
- 42 на Олеборг
- Арендал
- 121 на Сальтрёд
- Сольберг  415
- 410 на (1 км.) Тведестранн
- Согне
- Мост через протоку между оз. Линлансваннт и Лёвдальсваннт (≈85 м.)
- «Бруростуннель» (≈155 м.)
- 416 на Рисёр
- Туннель под горой Рёдс-осен (≈110 м.)
- Мост через пролив Пинесунн (≈250 м.)
- 418 на Фиане
- Мост через Хольтфьорд (≈170 м.)

#### Телемарк
- Мост через оз. Тишё (≈170 м.)
- Мост через оз. Баккевант (≈77 м.)
- Туннель под горой Хёйенхэй (≈750 м.)
- Гренландский мост через Фриерфьорд (≈608 м.)
- Туннель «Хёрьхульт» (≈2,2 км.)
- (1,6 км.) Бревик
- Туннель «Браттос» (≈530 м.)
- 364 на (380 м.) Порсгрунн
- Туннель «Хувет» (≈540 м.)
- 36 на (320 м.) Порсгрунн, Шиен
- Туннель «Телемаркспортен» (≈270 м.)
- Мост через Лангангенфьорд (≈780 м.) в Лангангене

#### Вестфолл
- Ларвик
  -  Мост через Фаррисельву (≈480 м.)
  -  303 в → Color Line от/до Хиртсхальса (Дан.)
- Мост через Логен (≈390 м.)
- Саннефьорд
  -  305 в → Color Line от/до Стрёмстада (Шв.)
- Саннефьорд
- Сем  300 на (4,2 км.) Тёнсберг
- Мост через Аулиэльва (≈43 м.)
- Ярлсберг
- 308 на (4,5 км.) Тёнсберг
- Туннель «Гулли» (≈300 м.)
- Туннель «Хем» (940 м.)
- Туннель «Штенбъёрнрёд» (600 м.)
- Туннель «Флор» (850 м.)
- 310 на Хортен
- Туннель «Брекке» (500 м.)
- 315 на (5 км.) Холместранн
- Туннель «Бортне» (1,4 км.)
- Туннель «Брингокер» (1,1 км.)
- Туннель «Ислан» (≈400 м.)
- 315 на (740 м.) Холместранн
- Туннель «Хиллестад» (700 м.)
- Туннель «Лёкен» (700 м.)
- Туннель «Ханеклейв» (1,7 км.)

#### Бускеруд
- Туннель «Клевйе» (длина туннеля различная для каждой полосы: 540 м./1,8 км.)
- Драммен
  -  Драмменский мост через Драмменсельву (1892 м.)
  -  282
- 285 на Лиербюэн, Тюрифьорд
- Туннель «Фосскулл» (550 м.)

#### Акерсхус
- Аскер
- Саннвика
  -  Мост через бухту Бъёрнсвика (160 м.)
  -  E 16 к оз. Тюрифьорд, на Флом, Гудванген, Берген
  -  Мост через Саннвиксэльву и залив Саннвиксбюхта (450 м.)
- Хёвик
- Стабек
- Люсакерь  Ring 3 (Объездная Осло)
- Туннель под офисным кварталом Люсакерлоккт (260 м.)

#### Столичная область Осло
- Мост через Люсакерьэльву (60 м.)
- Осло
  - Скёйен  Ring 2 (Малое кольцо)
  -  Туннель «Фрогнерстранда» (≈165 м.)
  -  Бюгдёй, к  (1,6 км.) Музей Кон-Тики, Музей кораблей викингов, Музей Фрама, Музей норвежской культуры, Норвежский морской музей
  -  → Color Line от/до Киля (ФРГ)
  -  Туннель «Оператуннелен»
  -  → DFDS Seaways от/до Копенгагена (Дан.);  Stena Line от/до Фредериксхавна (Дан.)
  -  Холмлиа  155

#### Акерсхус
- 152 на Колботн
- E 6-СЕВЕР: Хамар, Лиллехаммер, Тронхейм, Нарвик, Киркенес
- E 6-ЮГ: Мосс, Гётеборг (Шв.), Хельсингборг (Шв.), Мальмё (Шв.)

#### Эстфолл
- Спюдеберг
- Мост через Гломму (≈140 м.)
- Ашим
- Мюсен
- Мост через протоку между оз. Рёденес и Оймарк (≈80 м.)
- Орье

### Королевство Швеция

#### Лен Вермланд
- Тёксфорс
- Орьенг  172 на СЕВЕР: Арвика; на ЮГ: Уддевалла
- Лонгсерюд
- 175-СЕВЕР наАрвику
- 175-ЮГ на Сефле
- E 45-ЮГ на Сефле, Тролльхеттан, Гётеборг
- Слоттсбрун
- Мост через залив озера Венерн (≈140 м.)
- Грумс
- E 45-СЕВЕР на Эстерсунд
- Мост через Норсэвельвен (≈470 м.)
- Карлстад
  -   61
  -  Мост через Кларэльвен (≈250 м.)
- Скатткерр
- Кристинехамн  26-СЕВЕР на Мура
- 26-ЮГ на Йёнчёпинг

#### Лен Эребру
- Карлскуга
  - Экебю  205
  - Сандвикен  243
- Лекхюттан
- Эребру
- E 20 на Гётеборг, Мальмё, Копенгаген (Дан.), Оденсе (Дан.)
- Эребру

#### Лен Вестманланд
- Мост через Арбугаон (≈150 м.)
- E 20 на Арбугу, Эскильстуну, Сёдертелье
- Чёпинг  250
- 252
- Вестерос
- Вестерос

#### Лен Уппсала
- Энчёпинг  70 на Авесту, Бурленге
- 55 на Уппсалу
- Эколсундский мост через залив Эколсундсвикен оз. Меларен (≈500 м.)

#### Лен Стокгольм
- Мост через Рюссгравен (≈320 м.) у Кунгсенгена
- Мост через залив оз. Меларен у Стекена
- Стокгольм
  -  Тенста  275
  - Ринкебю  279
  - Сольна  E 4  на Стокгольм-Арланда, Уппсалу, Умео, Шеллефтео, Лулео
  - Бергсхамра  Норртальское шоссе
- Дандерюд  262
- Тебю
- 274 на Ваксхольм
- 276 на Окерсберга
- Норртелье  276 на Окерсберга
- Каппельшер→ Viking Line

### Финляндская Республика

#### Провинция Аланды
- Мариехамн→ Viking Line, Silja Line, Ålandstrafiken

#### Варсинайс-Суоми
- Турку→ Viking Line, Silja Line от/до Стокгольма (Шв.) (как альтернатива)
  - Порт  E 63 на Тампере, Ювяскюля, Куопио, Каяани, Соданкюля
  - 9 Порт Артур (VIII район Турку)  E 88 на Раума, Пори, Вааса, Оулу, Кеми, Скиботн (Норв.)
  - 1  Мост через Аурайоки (≈150 м.)
  -  Купиттаа
- Каарина  180 на ЮГ: Паргас; на СЕВЕР: Кухмо
- Мост через Паймионйоки (≈100 м.)
- Паймио
- Туннель «Исокюля» (≈435 м.)
- 52 на Сало
- Туннель «Хепомяки» (≈200 м.)
- Туннель «Лакимяки» (≈420 м.)

#### Уусимаа
- 104 на Похью
- Туннель «Тервакорпи» (≈560 м.)
- Туннель (≈670 м.)
- Туннель «Оросмяки» (≈677 м.)
- Мост через оз. Майккаланселькя (≈177 м.)
- Туннель «Карнайнен» (≈2,3 км.)
- Туннель «Лехмихаан» (≈285 м.)
- Руотио
- Мост через оз. Харваккаланлахти (≈180 м.)
- 25-ЮГ на Лохья, Ханко
- 25-СЕВЕР на Хювинкяа
- 2 на Пори
- Вейккола
- Большой Хельсинки
  - 50 Объездная «Kehä Ring III» Эспоо
  - Вантаа-ЗАПАД  E 123 на Тампере, Вааса
  -  Развлекательный центр «Фламинго»
  - Вантаа-ЦЕНТР  45 на  Хельсинки-Вантаа, Туусула
  - Тиккурила  E 754 на Лахти, Ювяскюля, Оулу, Рованиеми
  - 7 Вантаа-Райякюля
- 170 (альтернативное шоссе до Ловийсы)
- Мост через залив Сипоонлахти (≈340 м.)
- Порвоо
  -  Мост через Порвоонйоки (≈105 м.)
- Форсбю  6 на Иматру, Йоэнсуу, Каяани
- 176 на (300 м.) Ловийса,  Валко
- 170 на Ловийса
- Мост через Тесйоки (≈60 м.) в Тесйоки
- Мост через протоку между оз. Савукоски и заливом Ахвенкоскенлахти у ГЭС «Helsingin Energia» (≈65 м.)

#### Кюменлааксо
- Мост через западный рукав Кюмийоки (≈75 м.)
- Сильтакюля
- Котка
  -  Мост через Кюмийоки (≈230 м.)
  -  Крепость Кюменегород XVIII в.
  -  15-ЮГ в 
  -  Мост через средний рукав Кюмийоки (≈200 м.)
  -  Мост через восточный рукав Кюмийоки (≈65 м.)
- 15-СЕВЕР на Коувола, Миккели
- Хамина  26 на Тааветти
  -  (2 км.)
- Каттилайнен, Уски
- 387 на Лаппеэнранту
- Ваалимаа  Виролахти
- МАПП Ваалимаа

### Российская Федерация

#### Ленинградская область
- МАПП Торфяновка
- А181 «Скандинавия» Торфяновка
  -  Мост через Серьгу (≈60 м.)
- Тыловой КПП «Лайхалампи» (проезд в сторону границы только при наличии пропуска или шенгенской визы в Загранпаспорте)
- Можжевельниково
- Мост через Песчаную (≈40 м.)
- Кондратьево
- Мост через Великую (≈55 м.)
- Мост через Чулковку (≈60 м.) у пос. Чулково
- (1,8 км.)  Место купания на берегу Балтийского моря «Пляж на 23 километре»
- Мост через Полевую (≈70 м.) у пос. Большое Поле
- Мост через Малую Липовку (≈42 м.)
- Выборг  ЦЕНТР
  -  Селезнёвский мост через Селезнёвку (≈400 м.)
  -  Брусничное шоссе на  МАПП Брусничное
  -  Павловский мост через Сайменский канал (≈500 м.)
  -  КПП «Павловский мост» (выборочные проверки проезжающих в сторону границы)
  -  Светогорское шоссе на ЮГ: Выборг; на СЕВЕР: Каменногорск, Светогорск
  -  41К-207 на Смирново
- 41К-425на Черкасово
- 41К-095на Перово
- Толоконниково
- 41А-181
- Мост через Перовку (≈85 м.)
- 41К-091на Гаврилово
- 41К-213на Стрельцово
- Финский опорный пункт на Линии Маннергейма, времён «Зимней войны» (находится у православного креста)
- 41К-092 на ЮГ: Кирилловское; на СЕВЕР: Кирпичное
- 41К-088на ЮГ: Победа; 41К-432на СЕВЕР: Пушное
- 41К-090 на ЮГ: Рощино; на СЕВЕР: Цвелодубово
- на птицефабрику «Роскар»
- Мост через Грязновку (≈40 м.)
- Место купания на оз. Затейливое
- 41А-025 на ЮГ: Рощино; на СЕВЕР: Первомайское
- Огоньки  41К-181
- Мост через Птичью (≈23 м.)
- А-181 "Магистральная" («бетонка»)
- Мост через Сестру (≈88 м.)
- 41А-180 на Сертолово
- Мост через Сестру (≈35 м.)

#### Санкт-Петербург
- Белоостров
  - Скандинавское шоссе
  -  Улица Танкистов
  -  ЗСД
  -  Зеленогорское шоссе на Репино, Комарово, Зеленогорск
  - Зеленогорское шоссе
  -  Центральная улица
- Сестрорецк
  -  Приморское шоссе на Солнечное, Репино, Комарово, Зеленогорск, Приморск
  - Приморское шоссе
  -  Мемориал «Сестра»
  -  Скульптурная композиция «Виндсерфинг»
  -  Пляж «Северный»
  -  Офицерский мост через Сестрорецкий Разлив (≈70 м.)
- Александровская
- Горская
- А-118 КАД на ЮГ: Кронштадт, Ломоносов; на СЕВЕР:  Левашово, Парголово
- Лисий Нос
- Ольгино
- Лахта
  -  Лахта-Центр
- Лахтинский мост через протоку Бобылка, соединяющую Лахтинский разлив с Невской губой (≈25 м.)
- Приморский проспект
- Ушаковский мост

### Видео
- M1 E18 в Северной Ирландии: «10 минут между Крейгавоном и Белфастом» (ускоренно) (HD-качество, 720p)
- M2 E18 в Северной Ирландии: M2 на севере Белфаста, в районе слияния с М5 Архивная копия от 1 ноября 2014 на Wayback Machine
- Погрузка автотранспорта на паром компании P&O в порту Ларна (Сев. Ирландия) и выезд в порту Странрара (Шотландия)
- A75 E18 в Шотландии, под Странраром, на участке трассы А75
- E18 в Норвегии: «330 км от Кристиансанна до Осло за 10 минут» (ускоренно) Архивная копия от 11 апреля 2016 на Wayback Machine (HD-качество, 1080p)
- E18 в Норвегии. Участок трассы в губернии Вестфолл, под Тёнсбергом Архивная копия от 18 сентября 2016 на Wayback Machine
- E18 в Швеции. Скоростной часток трассы в лен Уппсала, под Энчёпингом Архивная копия от 14 апреля 2016 на Wayback Machine (HD-качество, 720p)
- Погрузка автотранспорта на паром в Турку Архивная копия от 20 сентября 2016 на Wayback Machine
- 7 E18 в Финляндии: региональная автострада 7 в районе Котки Архивная копия от 13 апреля 2016 на Wayback Machine
- E18 на русско-финской границе: проезд погранконтроля на Торфяновке, на въезде в Россию Архивная копия от 7 октября 2014 на Wayback Machine
- М10 E18 в России: участок трассы М10 «Скандинавия» от КАД до Выборга Архивная копия от 20 сентября 2016 на Wayback Machine
- М10 E18 под Петербургом. Участок трассы между Лахтой и Лисьим Носом (HD-качество, 720p)

### Прочее
- Карта европейских маршрутов Архивная копия от 31 июля 2013 на Wayback Machine
- International E-road network Архивная копия от 17 августа 2010 на Wayback Machine
- European Agreement on Main International Traffic Arteries (AGR) 14 mars 2008 Архивная копия от 15 марта 2020 на Wayback Machine